# Burgstall Schlüsselstein
Am Burgstall Schlüsselstein befand sich eine abgegangene, vermutlich hochmittelalterliche Adelsburg über dem Ort Ebermannstadt im oberfränkischen Landkreis Forchheim in Bayern (Deutschland).
Der Burgstall ist frei zugänglich und dient als Aussichtspunkt.

## Geografische Lage

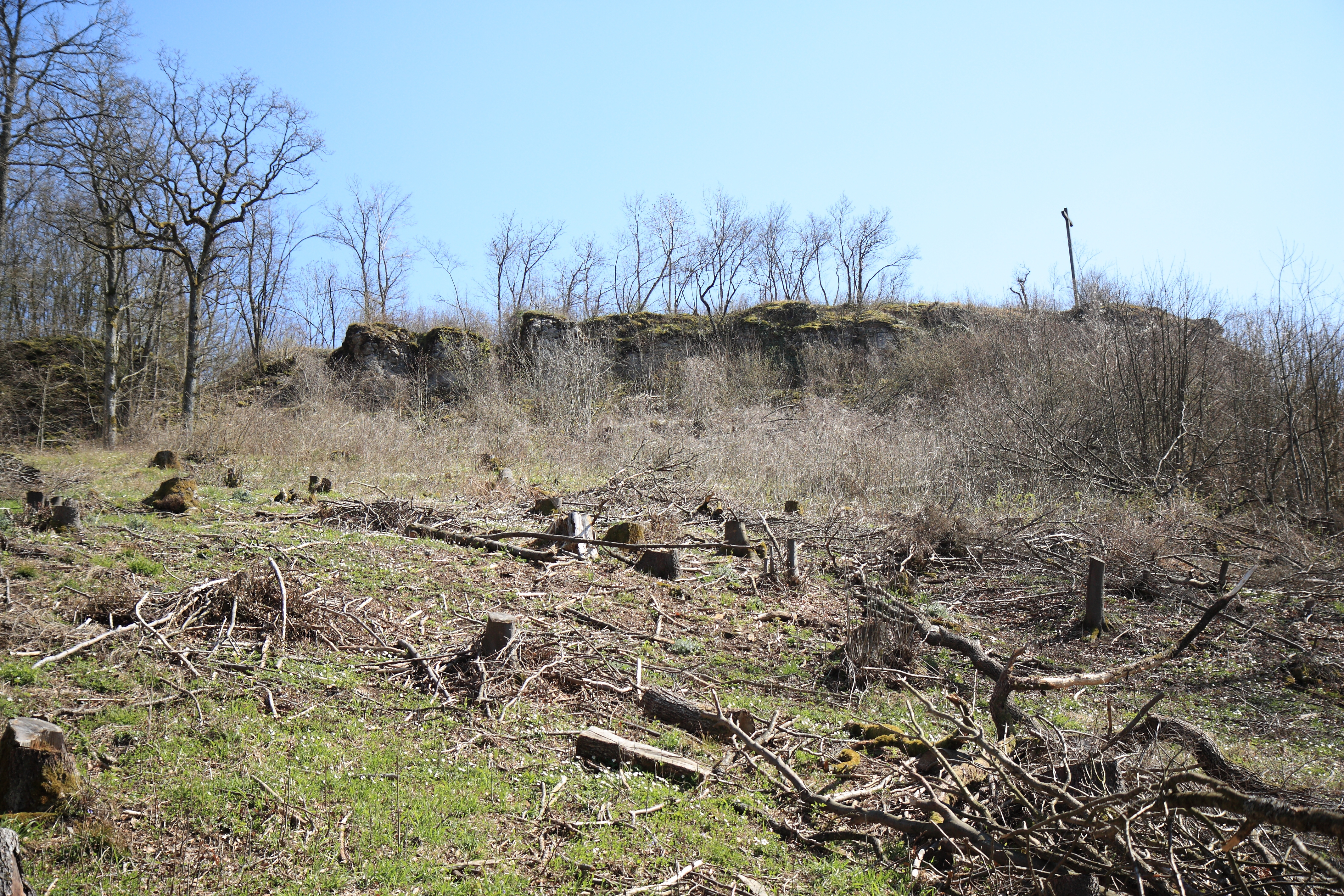
Bild 2: Die Nordseite des Burgstalls Schlüsselstein

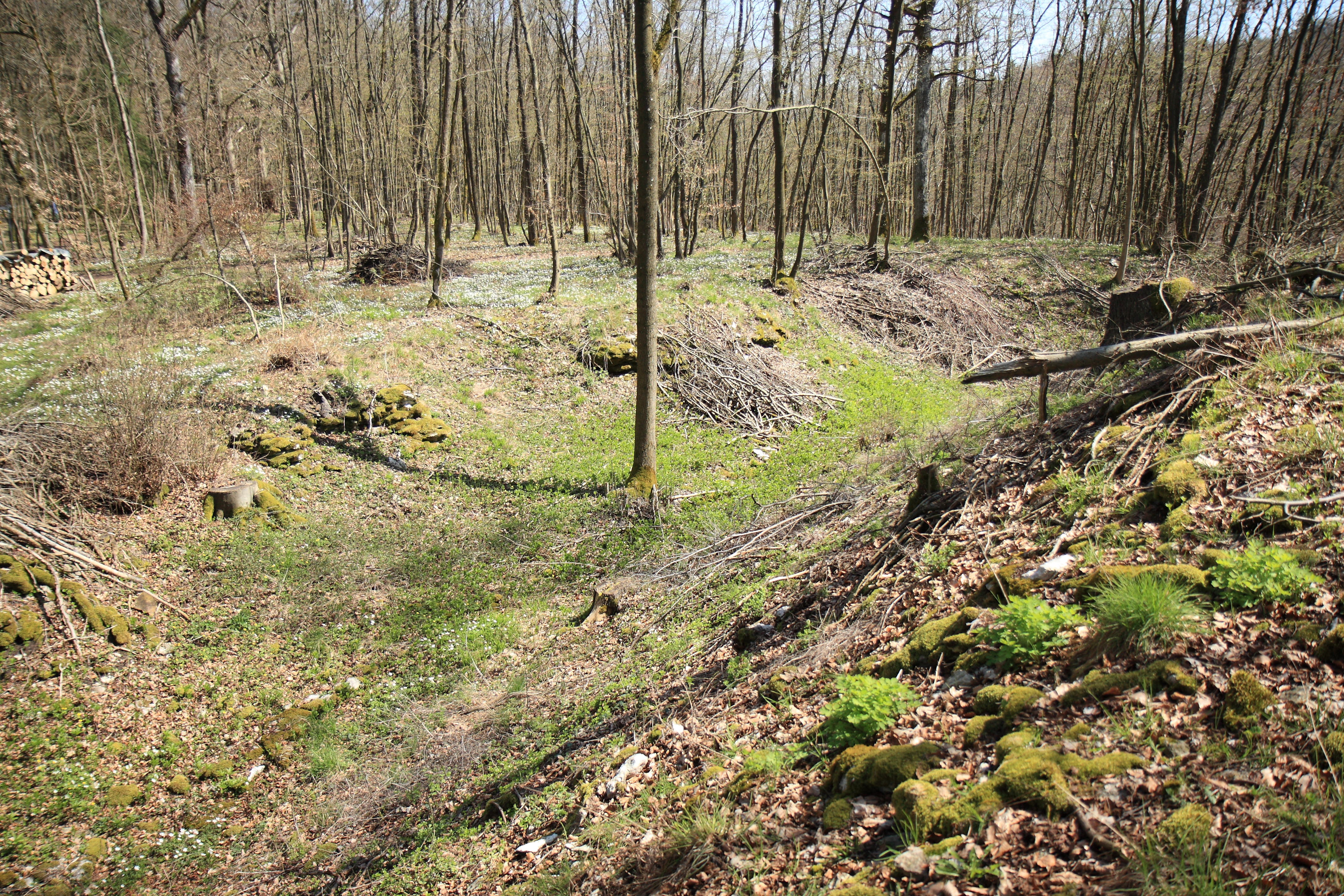
Bild 3: Ansicht des äußeren Abschnittsgrabens von der Vorburg aus

Die Spornburg befand sich im westlichen Teil des Naturparks Fränkische Schweiz-Frankenjura auf einem felsigen, nach Südwesten in das Tal der Wiesent vorspringenden Bergsporn des Kreuzberges in 489,6 m ü. NN, etwa 1300 Meter südöstlich der Pfarrkirche Sankt Nikolaus in Ebermannstadt und etwa 12 Kilometer nordöstlich der Stadt Forchheim.
In der Nähe des Burgstalls Schlüsselstein standen noch einige weitere Burgen: der Burgstall Dietrichstein in südlicher Richtung, die ehemalige Burg Wolkenstein in südöstlicher Richtung, nördlich eine vermutete Burg bei dem Weiler Rothenbühl, ein Burgstall im Bereich des Friedhofs in Niederfellendorf, eine Abschnittsbefestigung aus frühmittelalterlicher Zeit auf dem Hummerstein über Gasseldorf und Turmhügelburgen im Bereich des Sportplatzes in Ebermannstadt und in Rüssenbach.
In Sichtweite der abgegangenen Burg Schlüsselstein lagen die Burg Reifenberg, an deren Stelle die Vexierkapelle steht und der nicht erforschte Burgstall über Ebermannstadt auf der gegenüberliegenden Talseite.; Die Burg Feuerstein und das Schloss Greifenstein bestehen noch.

## Geschichte der Burg
Über die ehemalige Burg auf dem Schlüsselstein sind keine urkundlichen Nachweise vorhanden; archäologische Untersuchungen stehen noch aus.
Der nach dem Kreuz auf der Spornspitze genannte Berg hieß ursprünglich Schlüsselstein. Im Jahr 1487 schenkte Bischof Heinrich Groß von Trockau den Ebermannstädtern Stiftshölzer um den
„Slusselstein“. Auch im Kataster ist der Berg noch mit Schlüsselstein bezeichnet.
Aufgrund der Bezeichnung Schlüsselstein kann man von einer Gründung durch die Edelherren von Schlüsselberg ausgehen, die einige ihrer Gründungen mit dem Bestimmungswort Schlüssel benannten, wie zum Beispiel das Kloster Schlüsselau, die Stadt Schlüsselfeld und die Schlüsselburg bei Markgröningen in Baden-Württemberg. Allerdings wurde die Burg Schlüsselstein weder in einer Schlüsselberger Urkunde noch im Vertrag von Iphofen des Jahres 1349, mit dem ihre Besitzungen nach ihrem gewaltsamen Aussterben 1347 unter den Siegern aufgeteilt wurden, erwähnt. Sie wurde vermutlich schon vorher, vielleicht zugunsten der Burg Neideck, aufgegeben.
Ein weiterer Bezug zu den Herren von Schlüsselberg ist die große Ähnlichkeit der Burg Schlüsselstein mit ihrer Stammburg Schlüsselberg.
Nach ihrer Bauform, also der Teilung in Hauptburg und davorliegender Vorburg ist eine Gründung während der zweiten Hälfte des 12. Jahrhunderts wahrscheinlich.
Die Burgstelle ist bis auf die Spornspitze mit dem Kreuz (Bild 1) dicht bewaldet und teilweise stark mit Buschwerk bewachsen. Sie ist durch einen Wanderweg erschlossen und dient als Rastplatz und Aussichtspunkt auf Ebermannstadt und das untere Wiesenttal. Mauerreste der ehemaligen Burg sind nur im Bereich des äußeren Halsgrabens als Trockenmauerwerk erhalten geblieben. Im Bereich der Vorburg wurde eine Informationstafel aufgestellt.
Das vom bayerischen Landesamt für Denkmalpflege als „Mittelalterlicher Burgstall und vermutlich vorgeschichtliche Höhensiedlung“ erfasste Bodendenkmal trägt die Denkmalnummer D-4-6233-0026.

## Beschreibung

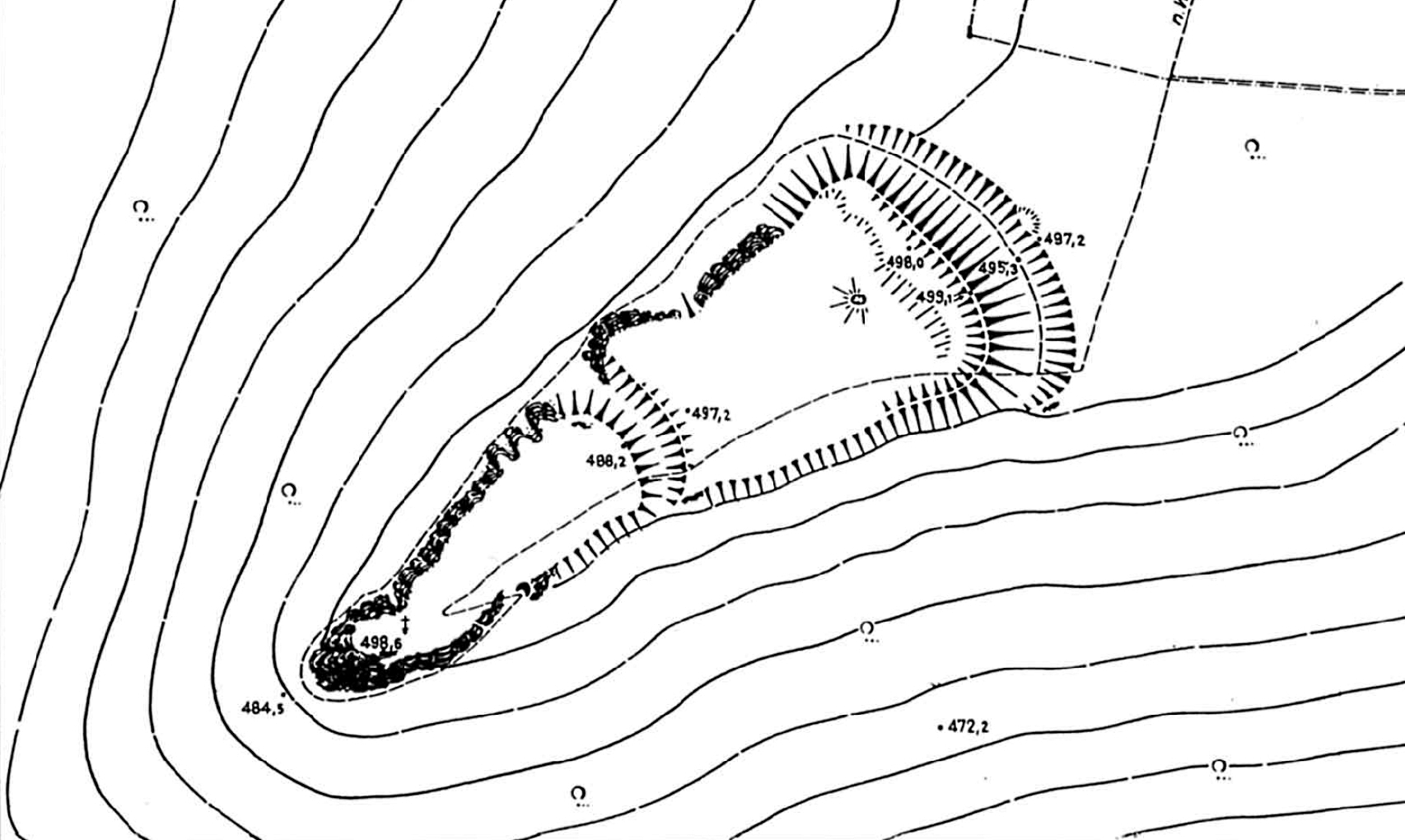
Übersichtsplan des Burgstalls Schlüsselstein

Die ehemalige Burg lag etwa 200 Meter über dem Tal der Wiesent auf einem 150 Meter langen und nach Südwesten gerichteten Bergsporn, der aus der östlich gelegenen Hochfläche herausragt. An seiner Südseite fällt der Sporn steil in ein kleines Seitental ab, die Nordseite wird durch steilen Abfall ins Wiesenttal geschützt. Die Spitze des Spornes (Bild 1) fällt einige Meter senkrecht ab und geht dann ebenfalls in einen steilen Hang über.
Die Ostseite geht dagegen fast eben in die Hochfläche über, so dass dort ein Graben angelegt werden musste. Dieser Abschnittsgraben (Bild 3) war etwa 35 Meter lang und 13,5 Meter breit. Sein äußerer Grabenrand zur Hochfläche liegt 1,9 bis 2,3 Meter über der Grabensohle, der innere liegt wesentlich höher, etwa 2,7 bis 3,8 Meter über der Sohle (Bild 4). Der Graben, von dem kein Abraumhügel erkennbar ist, verläuft in flachem Bogen um die Vorburg und läuft an beiden Enden, die jeweils leicht nach innen eingezogen sind, im Hang aus. Im nördlichen Bereich dieses Grabens sind noch 1,5 Meter lange Reste von Trockenmauerwerk erhalten.
Der Bereich der Vorburg ist ungefähr rechteckig und hat eine Länge von 48 und eine Breite von 35 Metern an der Seite zum äußeren Graben und verschmälert sich bis auf etwa 28 Meter. An ihrer Nordseite fällt er, stellenweise felsig, einige Meter senkrecht ab, zum Graben hin ist noch ein die Fläche der Vorburg um 0,6 Meter überragender Wall erkennbar, der Rest der früheren Außenmauer. Der Zugang zur Burg lag wohl an der Stelle des heutigen Weges zur Spornspitze, er durchquert den äußeren Abschnittsgraben kurz vor seinem südlichen Ende.
Auf dem ebenen Gelände der Vorburg sind keine Spuren von ehemaligen Gebäuden erhalten. Zum inneren Graben hin ist ebenfalls ein flacher Wall erkennbar.
Der Hauptburgbereich ist durch einen bogenförmigen Abschnittsgraben mit eingezogenen Enden von der Vorburg getrennt. Er hat eine Länge von etwa 25 und eine Breite von 7 Metern und ist noch 1,7 Meter tief.
Die Hauptburg hatte die Form eines langgezogenen Dreiecks mit einer Länge von etwa 50 Metern. Sie war 20 Meter, an der Spitze nur noch 7 Meter breit.
Auf der ganzen Länge der Nordseite fiel sie einige Meter senkrecht ab (Bild 2), die Südseite weist nur zur Spitze des Sporns hin einen senkrechten Felsabfall auf.
Das Gelände der Hauptburg ist relativ eben und steigt zur Spitze leicht an. Bebauungsspuren sind auch dort nicht mehr vorhanden.